# Comunes (Colombia)
Comunes es un partido político colombiano fundado originalmente bajo el nombre Fuerza Alternativa Revolucionaria del Común (FARC) en agosto de 2017 por excombatientes de las Fuerzas Armadas Revolucionarias de Colombia - Ejército del Pueblo (FARC-EP), tras la firma de los Acuerdos de Paz entre el Gobierno de Juan Manuel Santos y las FARC-EP en 2016. A partir del 24 de enero de 2021 cambió oficialmente su nombre a Comunes para evitar asociaciones con la extinta organización guerrillera.

## Historia

### Antecedentes
En septiembre de 2012 se iniciaron las negociaciones de paz entre el presidente Juan Manuel Santos y Fuerzas Armadas Revolucionarias de Colombia (FARC-EP). Los diálogos tuvieron lugar en Oslo y fundamentalmente en La Habana, y culminaron 4 años después con la firma del Acuerdo Final para la Terminación del Conflicto y la Construcción de Una Paz Estable y Duradera en Bogotá el 24 de noviembre de 2016. Tras esta firma, y en cumplimiento del punto referente a la reincorporación política, económica y social, los combatientes comenzaron una transición a la vida civil que culminó a finales de agosto de 2017.
Los acuerdos de paz establecen que el partido político fundado por las FARC-EP tendrá garantizados 5 escaños en la Cámara de Representantes de Colombia y 5 en el Senado durante las próximas dos legislaturas así no alcancen el mínimo de votos requerido.

### Congreso fundacional
El Congreso Fundacional del partido se celebró en el Centro de Convenciones de Bogotá del 28 al 31 de agosto de 2017 con la participación de mil doscientos delegados (exguerrilleros, milicianos, miembros del Partido Comunista Clandestino Colombiano), así como del Movimiento Bolivariano por la Nueva Colombia, unos 200 invitados de diversos sectores de la sociedad colombiana, además de decenas de delegaciones invitadas de fuerzas de izquierda de otros países, fundamentalmente de América Latina y el Caribe. La clausura del congreso y presentación del nuevo partido se realizó el viernes 1 de septiembre con un acto político cultural y de masas en la céntrica Plaza Bolívar de la capital colombiana con la participación de más de 35 000 personas. En su intervención Rodrigo Londoño lanzó la propuesta de un Gobierno de Transición para el período 2018-2022.

#### Elección del nombre
El nombre oficial de «Fuerza Alternativa Revolucionaria del Común», manteniendo el acrónimo FARC, fue acordado el 31 de agosto de 2017 durante el congreso fundacional. Se impuso por 628 votos frente a la propuesta de «Nueva Colombia», que logró 264 sufragios. Asimismo, se reveló la imagen del partido: un diseño con una rosa y una estrella roja en el centro. A partir del 24 de enero de 2021 cambió oficialmente su nombre a Comunes con el objetivo de lograr atraer nuevos sectores de la sociedad más allá de excombatientes.

#### Documento fundacional
El documento fundacional define un proyecto revolucionario y se propone otorgarle a la mujer «un lugar central en la lucha contra la dominación y la explotación propias del orden social vigente».

### Elecciones legislativas de 2018
Su inicio en la democracia colombiana se dio en las elecciones del Congreso de 2018, donde sólo obtuvieron un poco más de 85.000 votos, entre Senado y Cámara de Representantes; sin embargo, en cada corporación tienen 5 escaños gracias a los acuerdos de paz entre la guerrilla y el gobierno colombiano que les garantiza, de manera fija durante 8 años, estas curules en el Congreso de la República.

## Dirección Nacional
La Dirección Nacional está formada por 111 miembros. En total fueron elegidas 26 mujeres, representando el 23% de la dirección del nuevo partido. Por votación de delegados, la elección fue la siguiente: Iván Márquez recibió el mayor número de votos (888), en segundo lugar Pablo Catatumbo (quien conserva en la legalidad su nombre de guerra) con 866 votos. En tercera posición quedó Seusis Paucias Hernández con 835 votos, el único que sin ser del antiguo secretariado estuvo entre los nueve primeros puestos de las votaciones y posteriormente retomó las armas junto a Iván Márquez y otros disidentes de las FARC-EP, formando el grupo guerrillero Segunda Marquetalia. El cuarto fue Milton de Jesús Toncel con 827, el quinto puesto lo obtuvo Rodrigo Londoño con 820, el sexto Julián Gallo con 818, el séptimo Jaime Alberto Parra con 813, el octavo Rodrigo Granda con 808, el noveno Reinaldo Cala Suárez con 807, quien tampoco formaba parte del antiguo secretariado, y en décimo lugar quedó Juan Hermilo Cabrera.
La mujer más votada fue Griselda Lobo Silva, que logró 802 votos, seguida por Victoria Sandino (quien conservó su nombre de guerra) con 797. Las siguientes mujeres en votación fueron: Francy María Orrego (785), una de las mujeres más veteranas en las FARC-EP con 38 años de militancia, Sandra Milena Morales (776), conocida por liderar el equipo de prensa en La Habana y la pedagogía en temas de género entre la exguerrilla, y Eloisa Rivera (748). La holandesa Tanja Nijmeijer también quedó en la dirección, obteniendo el puesto 33 en votación.
En la votación celebrada durante el congreso fundacional se utilizaron dos tarjetones: uno de color rojo, que contenía los 111 nombres propuestos por el Estado Mayor Central de la exguerrilla, y otro de color verde, con 56 candidatos más que fueron postulados por la asamblea.

## Autoridades

### Congresistas para el periodo 2018-2022

#### Senadores
| Curul | Nombre                          |
| ----- | ------------------------------- |
| 1     | Israel Alberto Zúñiga Iriarte   |
| 2     | Pablo Catatumbo Torres Victoria |
| 3     | Victoria Sandino Simanca        |
| 4     | Julián Gallo Cubillos           |
| 5     | Griselda Lobo Silva             |

#### Representantes a la Cámara
| Curul | Circunscripción | Nombre                                                                      |
| ----- | --------------- | --------------------------------------------------------------------------- |
| 1     | Antioquia       | Omar de Jesús Restrepo Correa                                               |
| 2     | Atlántico       | Vacante, debido a la no posesión de Jesús Santrich                          |
| 3     | Bogotá          | Jairo González Mora - Renunció, sustituido por Carlos Alberto Carreño Marín |
| 4     | Santander       | Jairo Reinaldo Cala Suárez                                                  |
| 5     | Valle del Cauca | Marcos Calarcá                                                              |

#### Miembros de Gobierno Nacional
| Cargo                       | Nombre                      | Presidente |
| --------------------------- | --------------------------- | ---------- |
| Ministro de Minas y Energía | Omar Andrés Camacho Morales |            |

## Resultados electorales

### Elecciones legislativas periodo
|  | 0,20 % |

|  | 0,34 % |

|  | 0,13 % |

|  | 0,15 % |